# Sweet Dreams (Are Made of This)
«Sweet Dreams (Are Made of This)» — песня британского синти-поп-дуэта Eurythmics. Она была выпущена как четвёртый и последний сингл с их одноимённого второго студийного альбома в январе 1983 года. Это был их прорывной хит, утвердивший дуэт во всём мире. Она достигла второго места в UK Singles Chart в марте 1983 года и первого места в американском Billboard Hot 100 шесть месяцев спустя; это был их первый сингл, выпущенный в США.
Поскольку Энни Леннокс появилась с оранжевой стрижкой и в мужском деловом костюме в музыкальном видеоклипе, BBC заявила, что «мощный андрогинный образ» Леннокс был музыкальным видео, которое «сломало шаблон для женщин-поп-звёзд». Rolling Stone назвал песню «шедевром синти-попа, который сделал Леннокс и Дэйва Стюарта суперзвёздами MTV».
После подъёма песни предыдущий сингл дуэта «Love Is a Stranger» был переиздан и также стал мировым хитом. В выпуске журнала Rolling Stone «500 величайших песен всех времён» в 2003 году «Sweet Dreams (Are Made of This)» заняла 356-е место. В 2020 году песня была включена в Зал славы премии «Грэмми». В 2023 году она была выбрана Библиотекой Конгресса США для сохранения в Национальном реестре аудиозаписей. Eurythmics регулярно исполняли песню во всех своих живых выступлениях с момента её выпуска — с раннего телевизионного выступления в программе BBC Top of the Pops в феврале 1983 года — и Леннокс часто исполняет её во время своих сольных туров.
Записанная Eurythmics в небольшой проектной студии на чердаке старого склада в Северном Лондоне, где они жили, песня стала предвестником тенденции отказа музыкантов от больших студий звукозаписи в пользу домашних методов записи. В 1991 году песня была ремикширована и переиздана для продвижения альбома Eurythmics «Greatest Hits». Она повторно попала в чарты Великобритании, достигнув 48-го места, а также имела умеренный успех в танцевальных клубах. Другой ремикс Стива Анжелло был выпущен во Франции в 2006 году вместе с треком «I've Got a Life».

## Позиции в чартах
| Чарт (1983)                        | Позиция |
| ---------------------------------- | ------- |
| UK Singles Chart                   | 2       |
| Irish Singles Chart                | 2       |
| Austrian Singles Chart             | 9       |
| Australian Singles Chart           | 6       |
| German Singles Chart               | 4       |
| Swiss Singles Chart                | 8       |
| South Africa                       | 5       |
| U.S. Billboard Hot 100             | 1       |
| U.S. Billboard Hot Dance Club Play | 2       |
| Чарт (1991)                        | Позиция |
| UK Singles Chart                   | 48      |

## Каверы и ремиксы
- В 1995 году кавер-версию песни выпустил Мэрилин Мэнсон.
- В 2011 году для фильма «Запрещённый приём» кавер был записан в исполнении Эмили Браунинг.
- Свои каверы на песню выпустили также Томас Андерс, Тори Эймос, группа «Lama», Кристал Мейерс, Джудит Хильдебрандт, Томояcу Хотэй, Эллисон Кроу, Китти Брукнелл и многие другие.
- В 2015 году группа «Сейф» записала русскоязычную версию песни для своего альбома «The Safe»[15].
- На песню неоднократно сочинялись ремиксы известными диджеями, такими как Стив Анжелло, Бенни Бенасси, Avicii и др.
- Припев песни был использован Dr. Alban и Swing в одноимённой композиции.

## Использование в фильмах
- Оригинал песни использован в фильмах: «Горькая луна», «Господин Никто», «Трон: Наследие», «Стриптиз», «Все ненавидят Криса», «Американский пирог: Свадьба», «Люди Икс: Апокалипсис», «Бронсон» и других, а также в серии мультсериала «Симпсоны» «Half-Decent Proposal».
- В третьей серии второго сезона сериала канала BBC «Лютер», в сериале «Последователи» в начале первого сезона, а также в фильмах «Дом ночных призраков», «Кошелёк или жизнь», «Геймер» звучит кавер Мэнсона.
- В фильме «Трон: Наследие» «Sweet Dreams» звучит в эпизоде с игровыми автоматами.
- В фильме «Люди Икс: Апокалипсис» песня звучит в сцене со Ртутью.
- В первой серии первого сезона сериала «Германия 83», когда Мартин забегает в супермаркет.